# Frühling auf der Karl Johans gate
Frühling auf der Karl Johans gate (norwegisch Vår på Karl Johan) oder Frühlingstag auf der Karl Johans gate (norwegisch Vårdag på Karl Johan) ist ein Gemälde des norwegischen Malers Edvard Munch aus dem Jahr 1890. Es zeigt eine Straßenszene auf der Karl Johans gate (eingedeutscht: Karl-Johann-Straße) in Kristiania, dem heutigen Oslo, und reiht sich in mehrere Darstellungen der Straße aus unterschiedlichen Richtungen und in unterschiedlichen atmosphärischen Bedingungen in Munchs Frühwerk ein. Das 80 × 100 cm große Gemälde ist in Ölfarbe auf Leinwand gemalt und wird im Kunstmuseum Bergen ausgestellt. In seiner pointillistischen Maltechnik und lichtdurchfluteten Wirkung ist das Bild eine Auseinandersetzung des Malers mit der Kunstströmung des Impressionismus.

## Bildbeschreibung
Das Bild zeigt die Karl Johans gate, die Haupt- und Prachtstraße Kristianias. Der Bildausschnitt reicht vom Grand Hotel mit dem Grand Café im Erdgeschoss am rechten Bildrand bis zu den Bäumen und Büschen des Løvebakken Park auf der linken Bildseite, hinter denen blaugrüne Pappeln hoch in den Himmel ragen. Im Fluchtpunkt der Straße befindet sich der hellblaue „Gebäuderiegel“ des königlichen Schlosses. Auf ihn laufen mehrere blaue Linien zu, eine gebildet durch die Häuserdächer, die andere durch den Passantenstrom am rechten Straßenrand.
Ein „bunter Zug von Menschen“ ist es laut Anni Carlsson, der an beiden Straßenseiten promeniert. Auf der Fahrbahn fährt eine Pferdekutsche. Mehrere Figurengruppen geben der Bildkomposition Tiefe: Im rechten Vordergrund werden Mädchen mit Sonnenhüten im Profil vom Bildrand abgeschnitten. Ulrich Bischoff erinnert die Gestaltung der drei ins Bild tretenden Kinder an einen Schnappschuss. Drei flanierende Frauen mit Sonnenschirmen wiederholen das Gruppenmotiv weiter oben. Sie heben sich kaum vom Bildhintergrund ab. Die Silhouette der linken bildet eine geschwungene Linie. Von links ragen zwei Schatten in den Bildausschnitt, deren Figuren selbst nicht zu sehen sind.
Als „zentraler Kontrapunkt“ (laut Ulrich Bischoff), der durch seine starken, kontrastreichen Farben aus der Atmosphäre des übrigen Straßenlebens heraussticht, hat Munch im Vordergrund eine blau gekleidete Frau mit rotem Sonnenschirm in Rückenansicht gemalt. Ihre starre, unbewegliche Haltung bildet einen Gegensatz zur Bewegung der anderen Figuren, ihre zentrale Position hebt sie aus der wie zufällig eingefangenen Straßenszene hervor. Ihre Silhouette ist laut Rodolphe Rapetti, Konservator des Musée d’Orsay, geometrisch vereinfacht. Auch sie wird vom unteren Bildrand abgeschnitten, allerdings nur knapp oberhalb des Kleidsaumes.
Munch hat die Ölfarbe auf ungrundierte Leinwand aufgetragen, die in einigen Passagen des Vordergrundes hindurchschimmert. Er experimentiert mit dem Stilmittel des Pointillismus, dem Auflösen eines Motivs in geometrischen Elementen, doch bleibt sein Stil uneinheitlich und durchbricht immer wieder die Systematik. So zerfallen einige Passagen in zerfließende Striche, während etwa der Himmel in breiten horizontalen Bahnen gestaltet ist. Auch die Auflösung in Komplementärfarben ist nur teilweise gestaltet, etwa in den orange-blauen Farben der Bäume. Insgesamt ergibt sich laut Franziska Müller eine so helle, lichtdurchflutete Wirkung beim Betrachter, als würde er von der grellen Frühlingssonne geblendet.
Unten links ist das Bild signiert und datiert mit „E. Munch 91“. Arne Eggum, langjähriger Konservator und Leiter des Munch-Museums Oslo, hält diese Datierung für falsch, und auch der Catalogue raisonné von Gerd Woll aus dem Jahr 2008 datiert das Bild auf 1890, siehe die Liste der Gemälde von Edvard Munch. Müller vermutet, die irrtümliche Datierung habe Munch erst 1927 anlässlich einer Retrospektive seines Werkes hinzugefügt.

## Interpretation
Anni Carlsson beschreibt Frühling auf der Karl Johans gate als „heiteres, sorgfältig durchkomponiertes Straßenbild“, das die Hauptstraße Kristianias als Treffpunkt von Flaneuren aus dem Bürgerturm und der Bohème zeigt. Sie datiert das Bild um den Mittag, die Stunde, „in der sich vor allem die Damen mit ihren Sonnenschirmen ein Stelldichein geben“. Für Ulrich Bischoff halten sich zwei Kompositionsprinzipien die Waage: die heitere Genremalerei mit der wie im Schnappschuss eingefangenen Straßenszene und feste Strukturelemente mit symbolischer Aufladung: die in die Tiefe führenden Linien und die Rückenfigur im Vordergrund.
Insbesondere die Vordergrundfigur ist es, die für Franziska Müller aus der Komposition herausfällt und der mit impressionistischen Techniken experimentieren Studie einen für Munch typischen symbolistischen Charakter verleiht, ganz nach seiner häufig wiederholten Maxime: „Ich male nicht, was ich sehe, sondern was ich gesehen habe.“ So gab es auch verschiedene Versuche, die Figur mit einer realen Person aus Munchs Leben zu verknüpfen, sei es seine frühere Geliebte Milly Thaulow oder sei es seine Mutter. In diesem Fall wäre das Bild als ein Schlüsselwerk zu verstehen, in dem Munch in verschiedenen Personengruppen verschiedene Zeitebenen dargestellt hätte, um den Prozess seines Heranwachsens nachzuzeichnen. In jedem Fall ist es die aus der Umgebung gefallene Starre der Figur, die für Müller eine „traumhafte Zeitlosigkeit“ des Motivs erzeugt.
Reinhold Heller interpretiert das Bild in seiner „festlich erhabenen Stimmung“, „stumm in seiner feierlichen Absorption des herbeigesehnten, betörenden Frühlingssonnenlichts“, im Gegensatz zu schwermütigen Bildern dieser Zeit wie Nacht in Saint-Cloud. Nach der Überwindung von Suizidgedanken erfülle sich in dem Motiv Munchs Sehnsucht nach einem „Sommer sonnenreicher Tage“, zu der er geschrieben hat: „Und ich liebe das Leben […], selbst wenn ich krank sein sollte. Sommertage mit vielen Stunden Sonnenlicht, mit Lärm auf den Straßen, dem Lärm von Kutschen, dem Staub in den Straßen, mit Menschen, die auf den Trottoirs flanieren. Ich liebe die Sonne, die durch das Fenster in mein Zimmer scheint.“

## Werkkontext

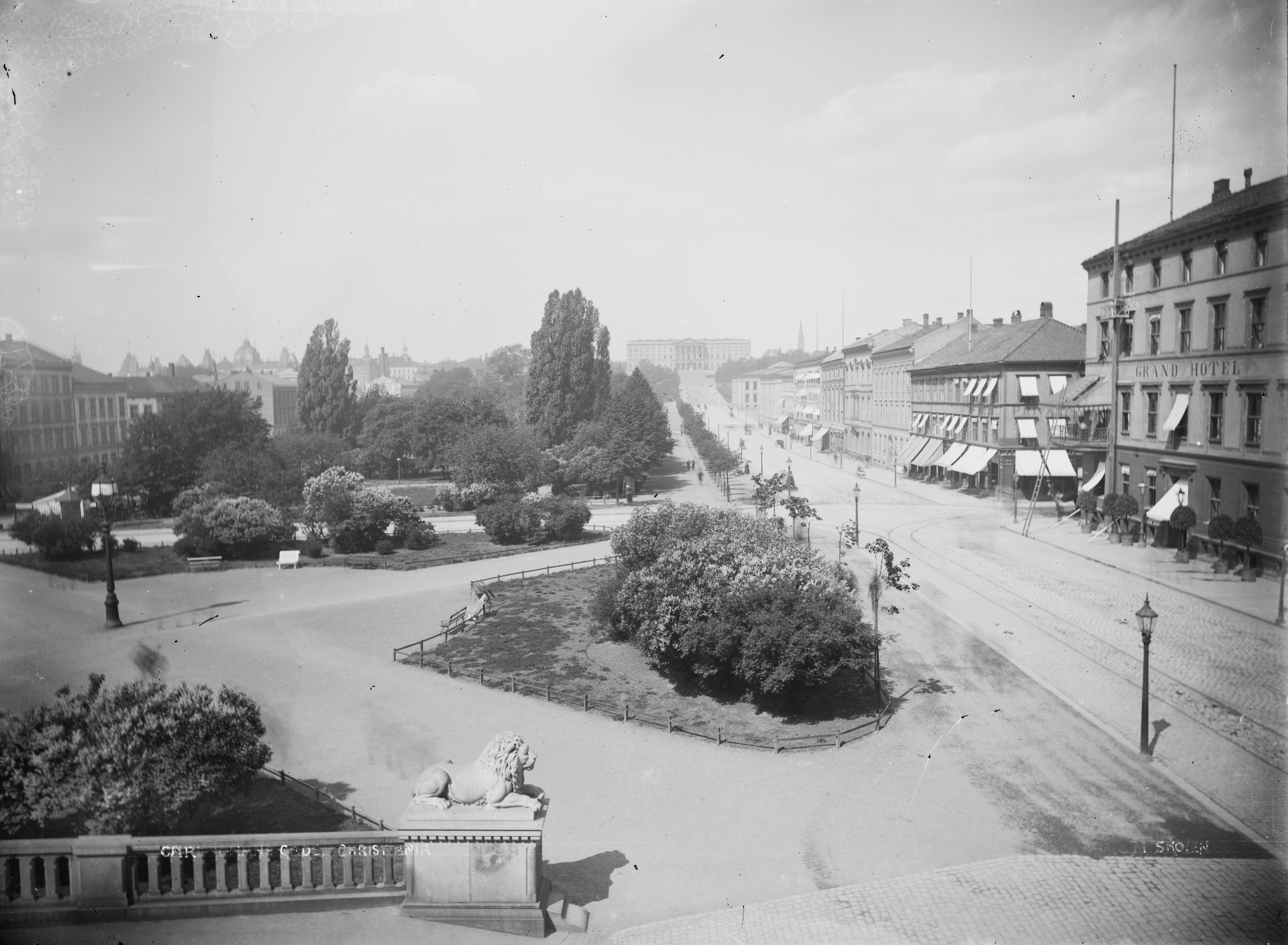
Karl Johans gate um 1900, Blick vom Stortingsgebäude Richtung Königliches Schloss

Munch malte Frühling auf der Karl Johans gate im Jahr 1890 unmittelbar nach seinem zweiten Paris-Aufenthalt. Die Karl Johans gate, laut Franziska Müller der einzige repräsentative Boulevard in Oslo, der sich mit den großen Boulevards in Paris messen konnte, ist ein wiederkehrendes Motiv in Munchs Werk. Egal in welcher Richtung und unter welchen atmosphärischen Bedingungen Munch die Straße darstellte, ist immer die markante Fassade des Grand Hotels mit seinem Café zu sehen, in dem sich die Kristiania-Bohème traf, eine Gruppe junger Künstler, zu der in den 1880er Jahren auch Munch zählte.
In Karl Johans gate (1889) wählte Munch noch einen ganz anderen, kräftigen Farbauftrag als im Pointillismus des Frühling-Bildes. Dennoch wertet Arne Eggum das Bild als Vorstufe des späteren Werks. Es zeigt schon dieselben kompositorischen Elemente, insbesondere die zentrale Frauenfigur mit dem roten Sonnenschirm, nur der Blick führt noch in die gegensätzliche Richtung auf das Stortingsgebäude. Auch Musik auf der Karl Johans gate (1889) ist eine Auseinandersetzung mit dem Impressionismus, wenngleich hier eher Künstler wie Pissarro, Degas und Manet anklingen. Abend auf der Karl Johans gate (1892) ist ein direktes Gegenstück zum sonnendurchfluteten Frühlings-Bild aus dem Jahr 1890. Es zeigt die Straße in gegensätzlicher Richtung und einer dunkleren, bedrohlichen Abendstimmung. Die einzelne in Bildrichtung gehende Figur nimmt die Rückenansicht der Frauenfigur mit dem Sonnenschirm wieder auf. In diesem frühen Bild seines Lebensfrieses hat Munch den Impressionismus bereits vollständig hinter sich gelassen und wendet sich dem Expressionismus zu.

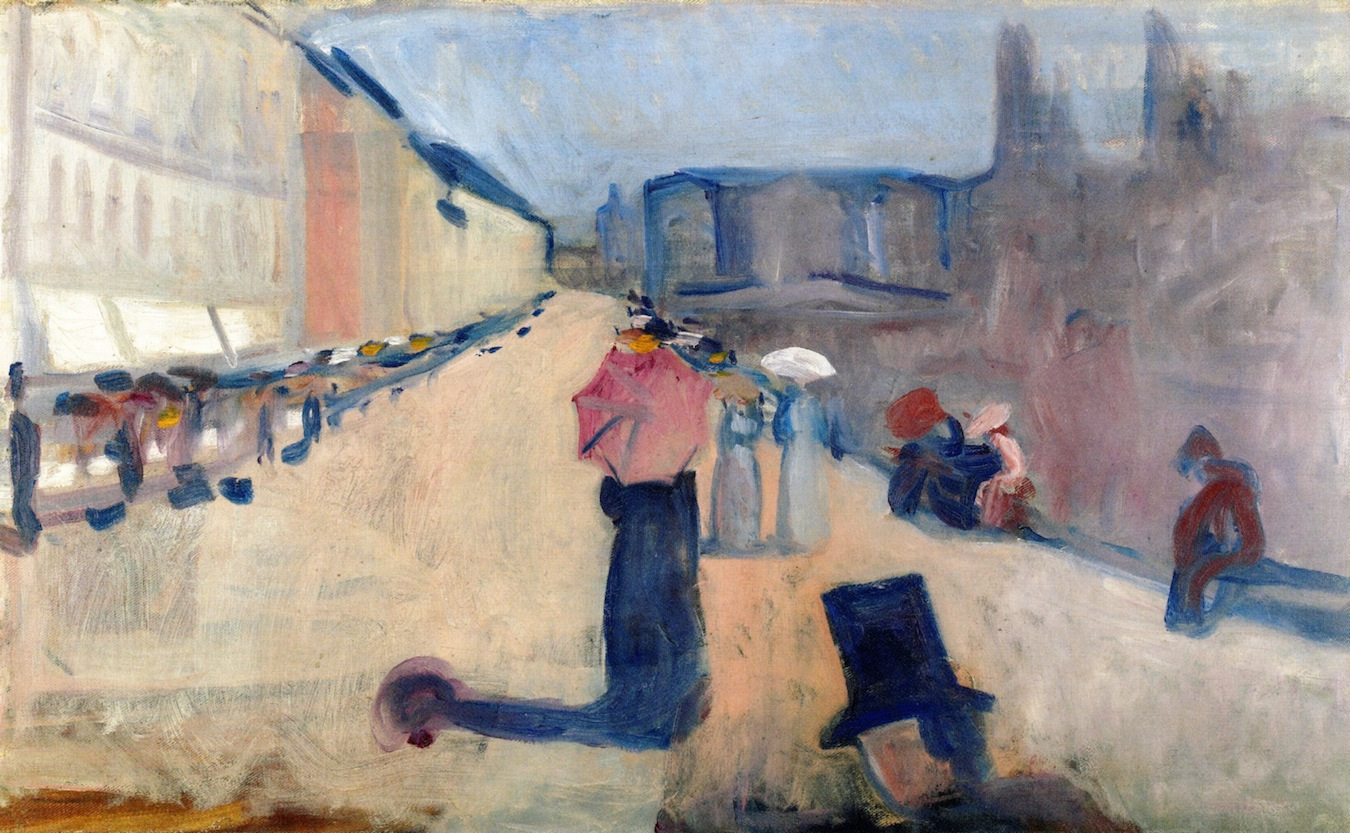
Karl Johans gate (1889), Öl auf Leinwand, 50,5 × 82 cm, Munch-Museum Oslo
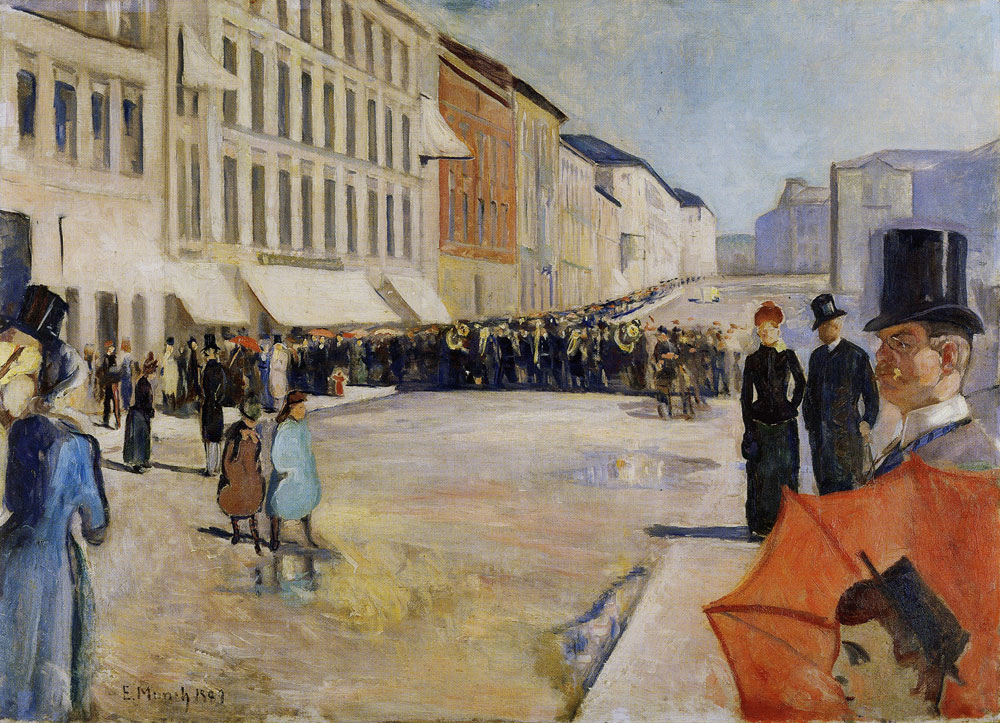
Musik auf der Karl Johans gate (1889), Öl auf Leinwand, 101,5 × 140,5 cm, Kunsthaus Zürich
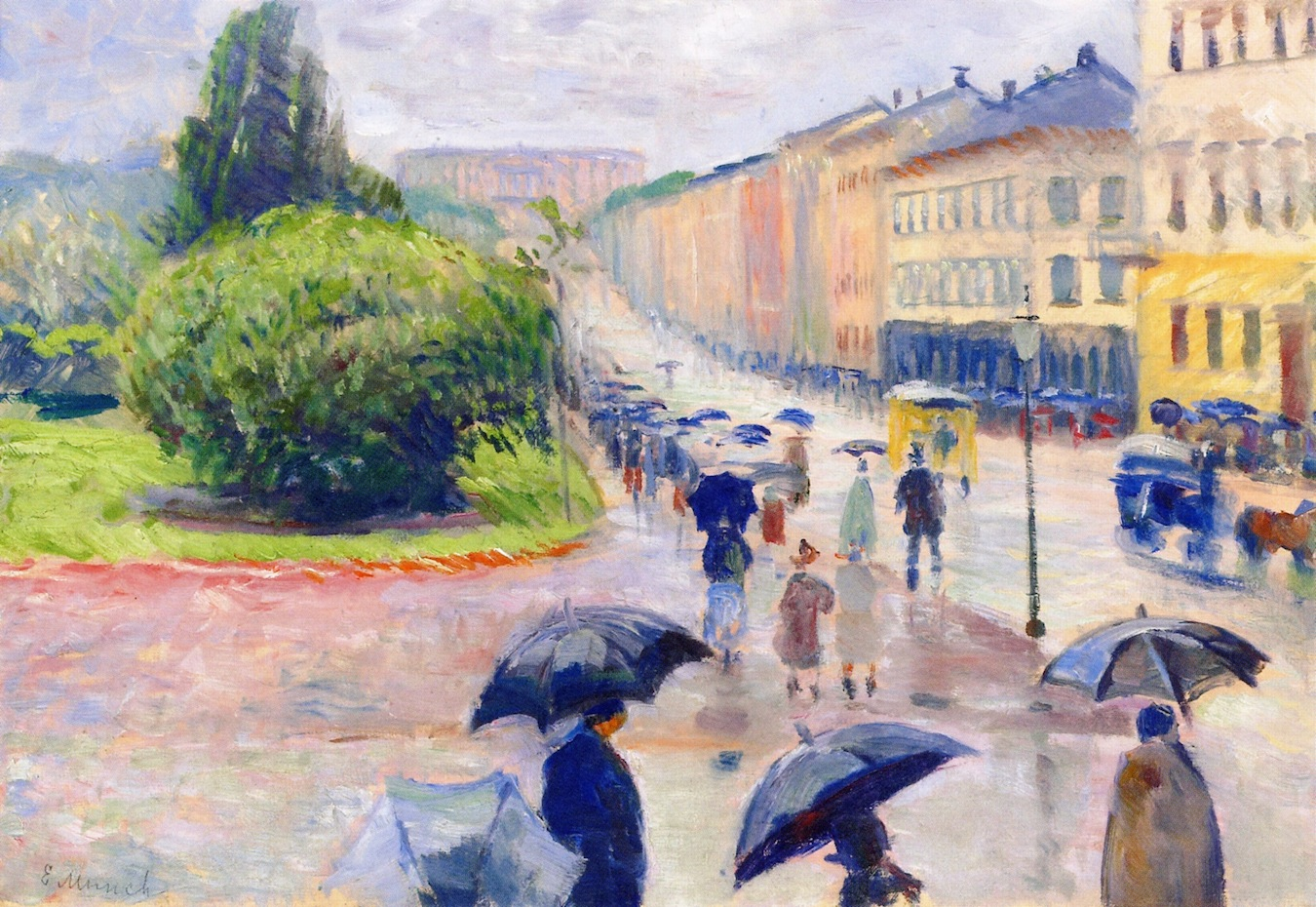
Karl Johans gate im Regen (1891), Öl auf Leinwand, 38 × 55 cm, Munch-Museum Oslo
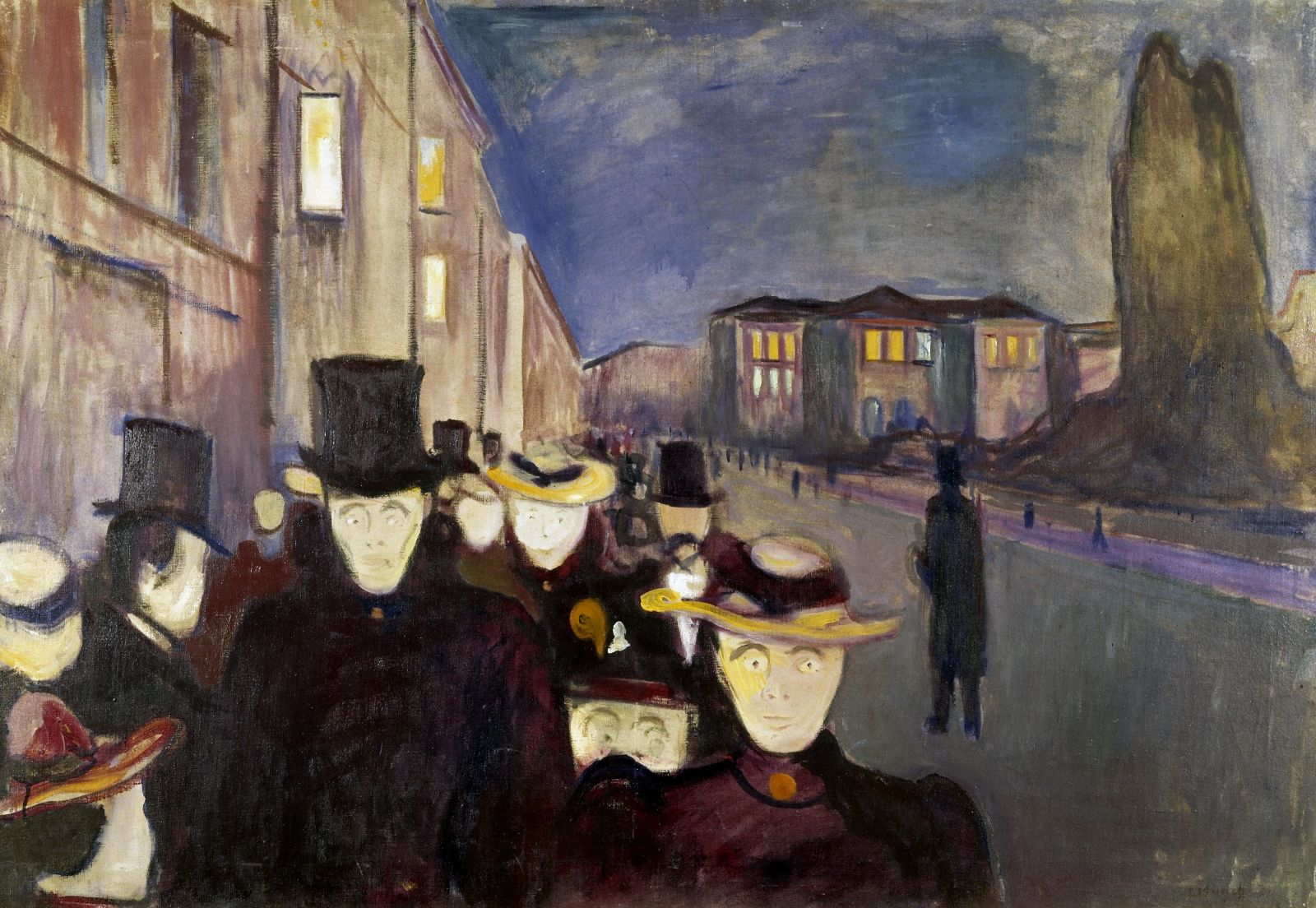
Abend auf der Karl Johans gate (1892), Öl auf Leinwand, 84,5 × 121 cm, Kunstmuseum Bergen

Seine Beschäftigung mit den französischen Impressionisten nannte Munch selbst rückblickend „ein kurzes Aufflackern meiner impressionistischen Periode“. Sie begann 1890 noch im französischen Saint-Cloud mit einigen Studien der Seine, erstreckte sich über die Pariser Straßenbilder Rue Lafayette und Rue de Rivoli aus dem Jahr 1891 und reichte bis zu Freilichtbildern wie Im Freien aus demselben Jahr, ehe sich Munch mit Motiven wie Melancholie endgültig vom Impressionismus löste. In Frühling auf der Karl Johans gate ist es laut Rodolphe Rapetti vor allem der Neoimpressionismus eines Seurat, mit dem sich Munch auseinandersetzte. Er macht aber etwa in der Gestaltung des Himmels auch Einflüsse Monets aus.

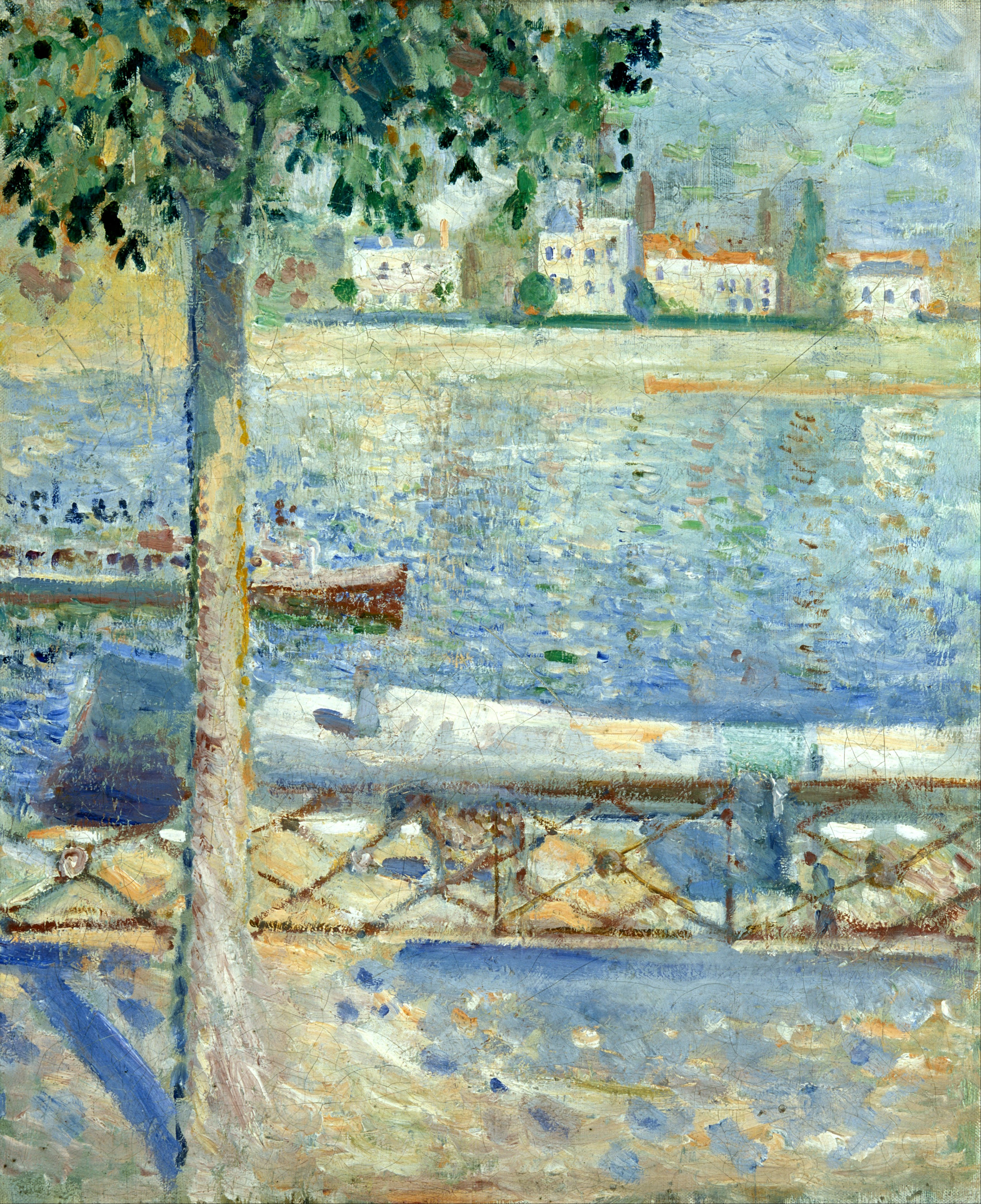
Die Seine bei Saint-Cloud (1890), Öl auf Leinwand, 46.5 × 38 cm, Munch-Museum Oslo
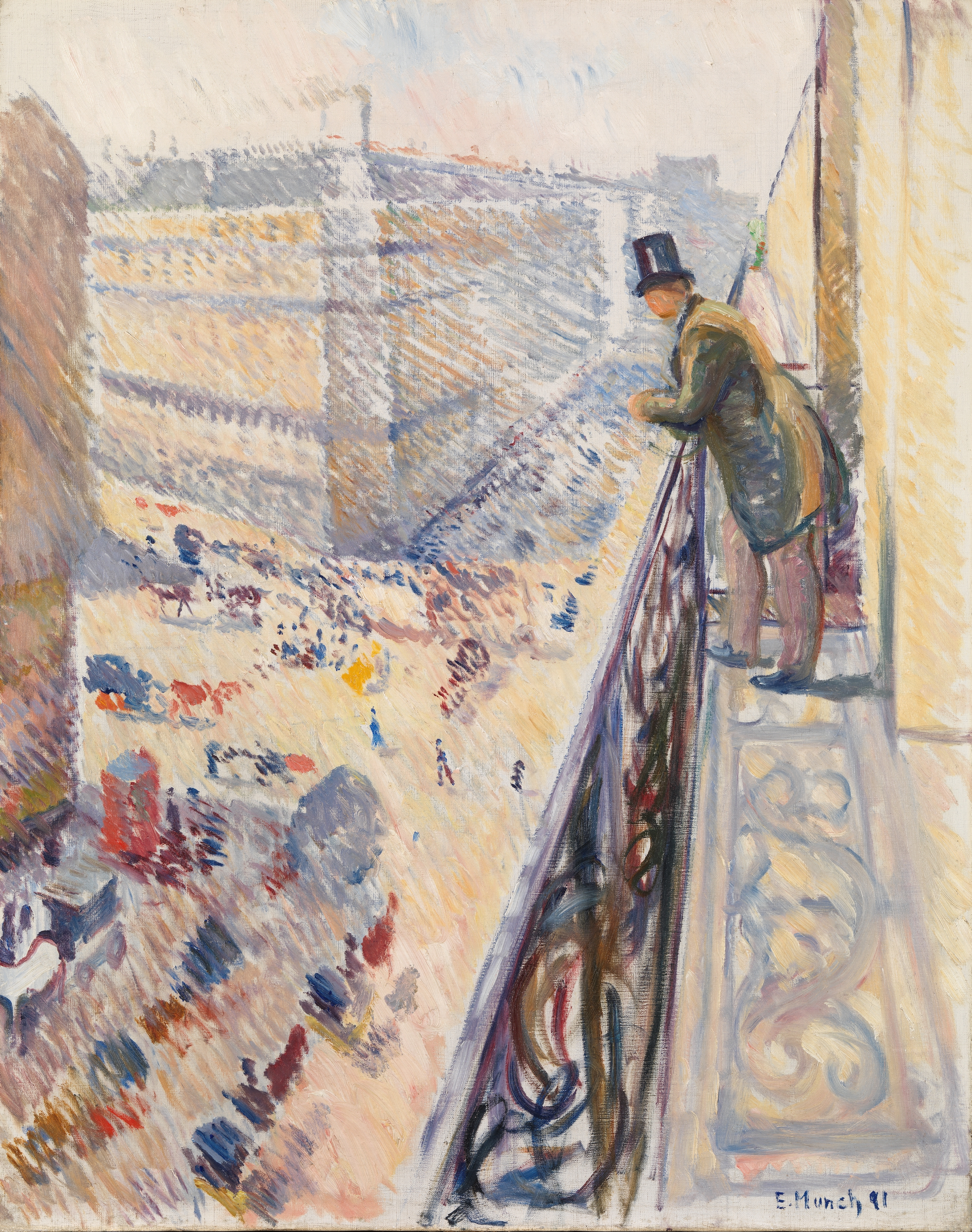
Rue Lafayette (1891), Öl auf Leinwand, 92 × 73 cm, Norwegische Nationalgalerie
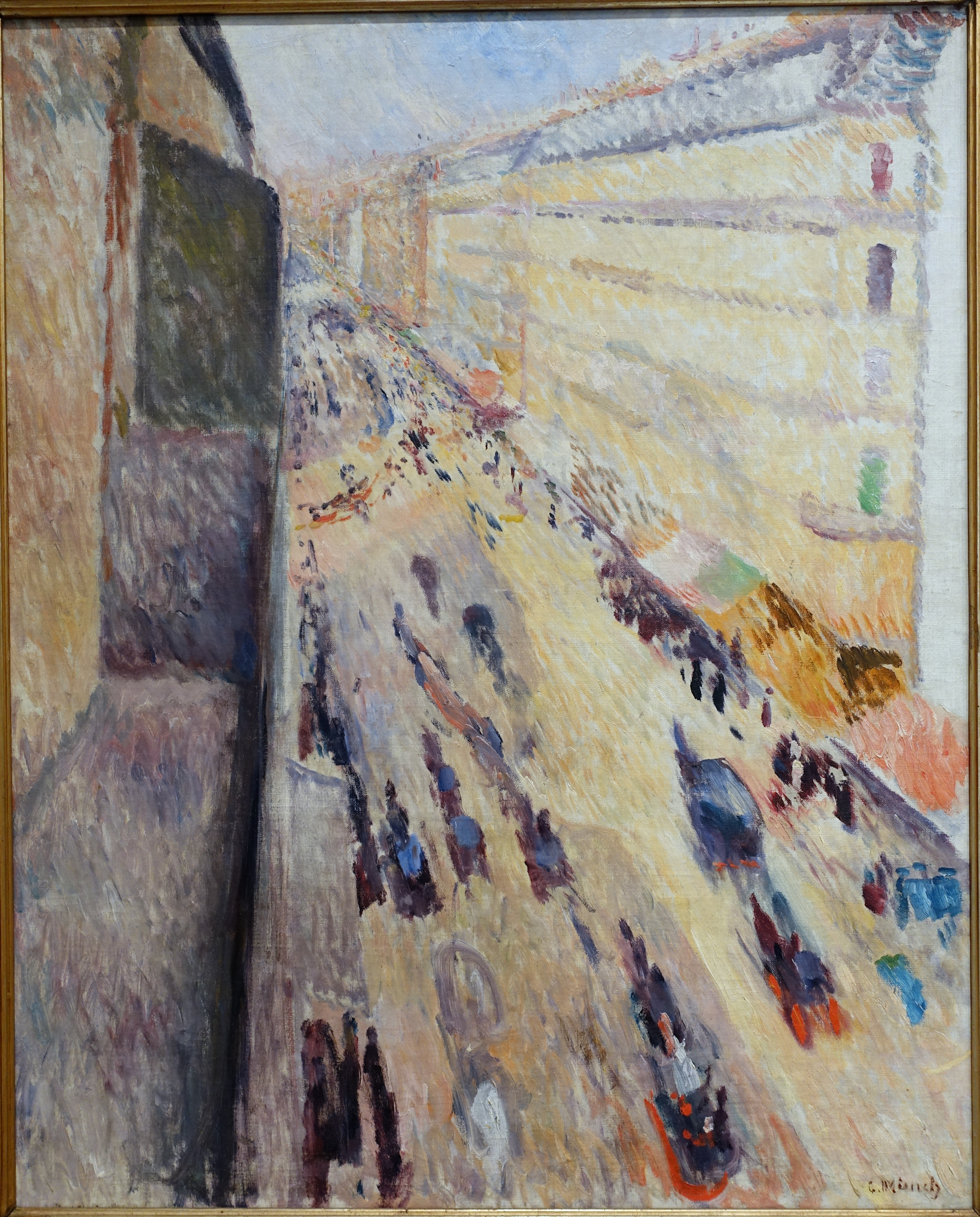
Rue de Rivoli (1891), Öl auf Leinwand, 81 × 65,1 cm, Fogg Art Museum, Cambridge
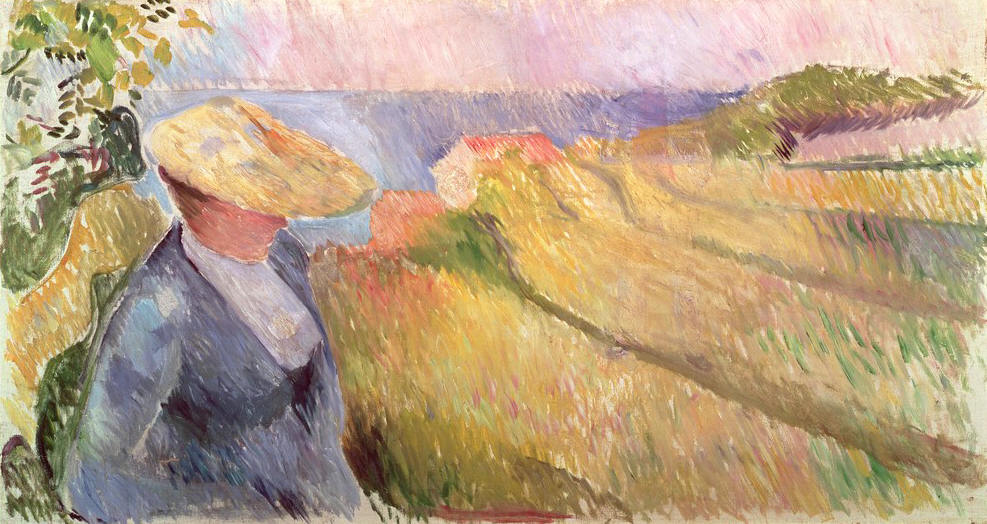
Im Freien (1891), Öl auf Leinwand, 65 × 120 cm, Munch-Museum Oslo

Später schränkte Munch bezüglich seiner frühen Versuche mit dem Impressionismus ein: „Nur ihre Thematik war typisch französisch.“ Die impressionistische Technik erwies sich laut Anni Carlsson als „eine kurze Durchgangsphase auf dem Weg zu sich selber“. Als Munch Frühling auf der Karl Johans gate 1890 auf der Herbstausstellung in Kristiania präsentierte, kamen allerdings gerade die impressionistischen Anleihen beim Publikum besonders gut an, und das Bild wurde als sein bislang bestes gewertet.

## Provenienz
Das Gemälde wurde von dem norwegischen Architekten Jens Zetlitz M. Kielland erworben, der es bis 1925 besaß. Im selben Jahr kaufte der Kunstverein Bergens Kunstforening das Bild und übergab es umgehend der Bergen Billedgalleri, deren Sammlung im Kunstmuseum Bergen ausgestellt wird.